# ژدارنا
ژدارنا (به لاتین: Žďárná) یک منطقهٔ مسکونی در جمهوری چک است که در شهرستان بلانسکو واقع شده‌است. ژدارنا ۱۰٫۳۷ کیلومتر مربع مساحت و ۷۴۵ نفر جمعیت دارد و ۶۳۸ متر بالاتر از سطح دریا واقع شده‌است.